# Plat de Parabiago
Le plat de Parabiago ou patère de Parabiago est un plat en argent décoré d'une scène évoquant la déesse Cybèle. Il a été retrouvé dans un cimetière de la commune de Parabiago près de Milan.

## Contexte de sa découverte et usage
Le plat a été découvert à l'occasion de travaux en 1907 dans le terrain d'un ancien cimetière antique à Parabiago, dans la province de Milan en Lombardie. Souvent désigné sous le nom de patère, il s'agit plutôt d'un plat utilisé à l'occasion d'un culte rendu à Cybèle.

## Description
Ce plat pèse 3,5 kg et est fabriqué en argent. Il comportait autrefois des rehauts de vermeil. Dans la partie supérieure, sont représentés les deux chariots du soleil (avec une torche tournée vers le haut) et de la lune (torche tournée vers le bas). Au centre est représenté le chariot de Cybèle, représentée avec un bonnet phrygien et un bouclier, et de son amant Attis, lui aussi avec un bonnet et un syrinx, tiré par des lions. Ils sont entourés par trois Corybantes dansant autour d'eux. À droite, un garçon surgit des profondeurs tenant entre ses mains un cercle ovale comportant les signes du zodiaque et au centre Aiôn, qui symbolise le Temps. À l’extrême droite est représenté le serpent s'enroulant autour d'un obélisque. Au-dessous se trouvent quatre angelots symbolisant les Saisons, tenant une fleur représentant chacune d'entre elles. Tout autour d'eux se trouvent les personnifications de la Mer avec Oceanus, de la Terre avec Tellus et sa corne d'abondance et enfin des Néréides,.

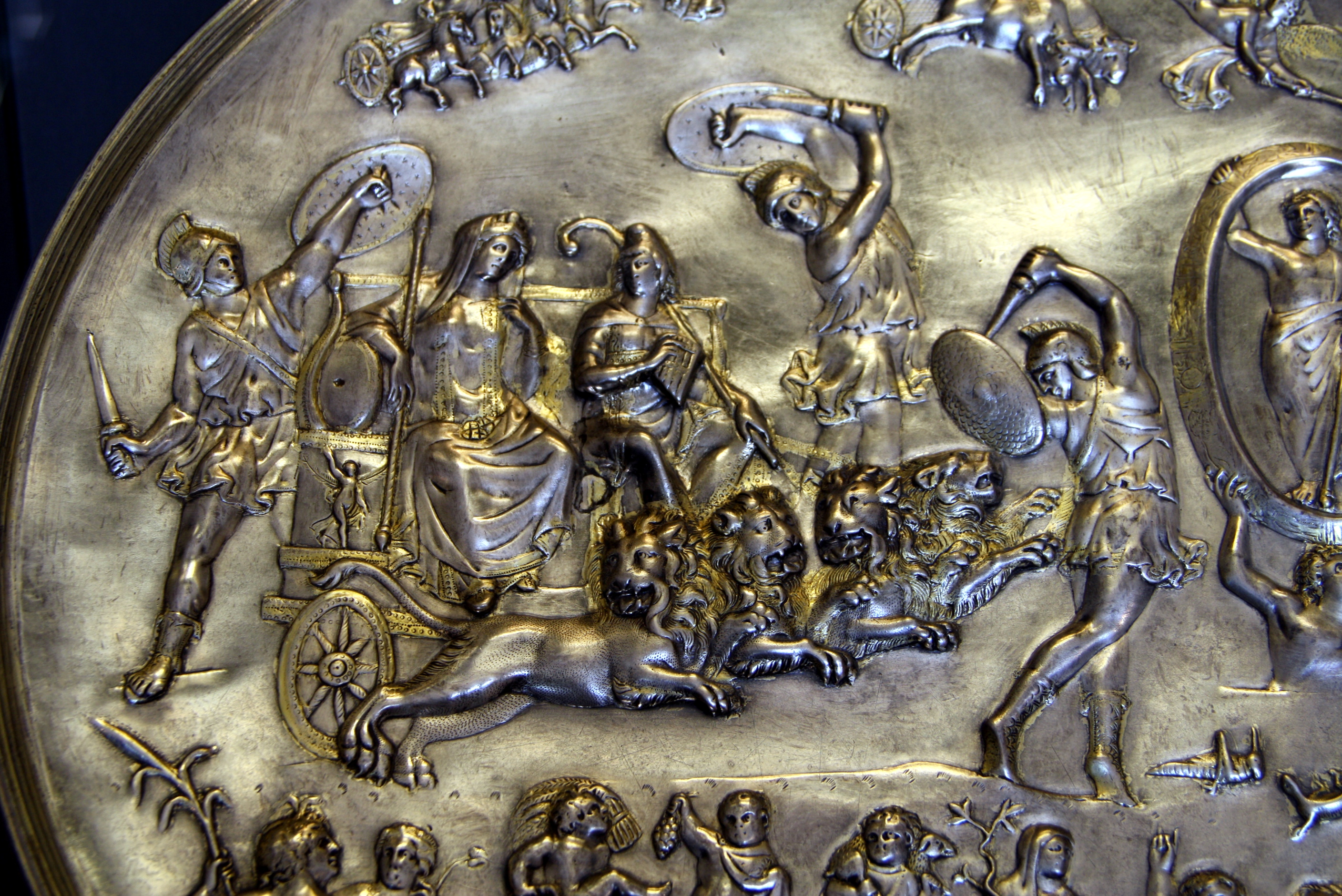
Char de Cybèle et Attis.
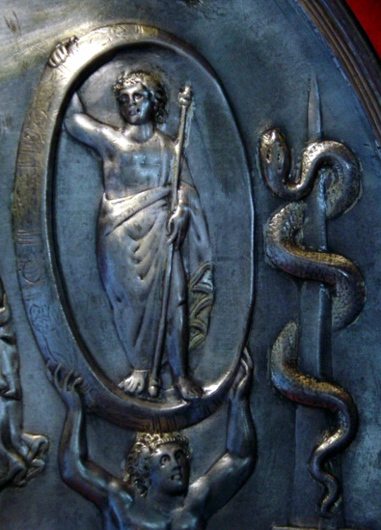
Aiôn au milieu d'un cercle et le serpent.
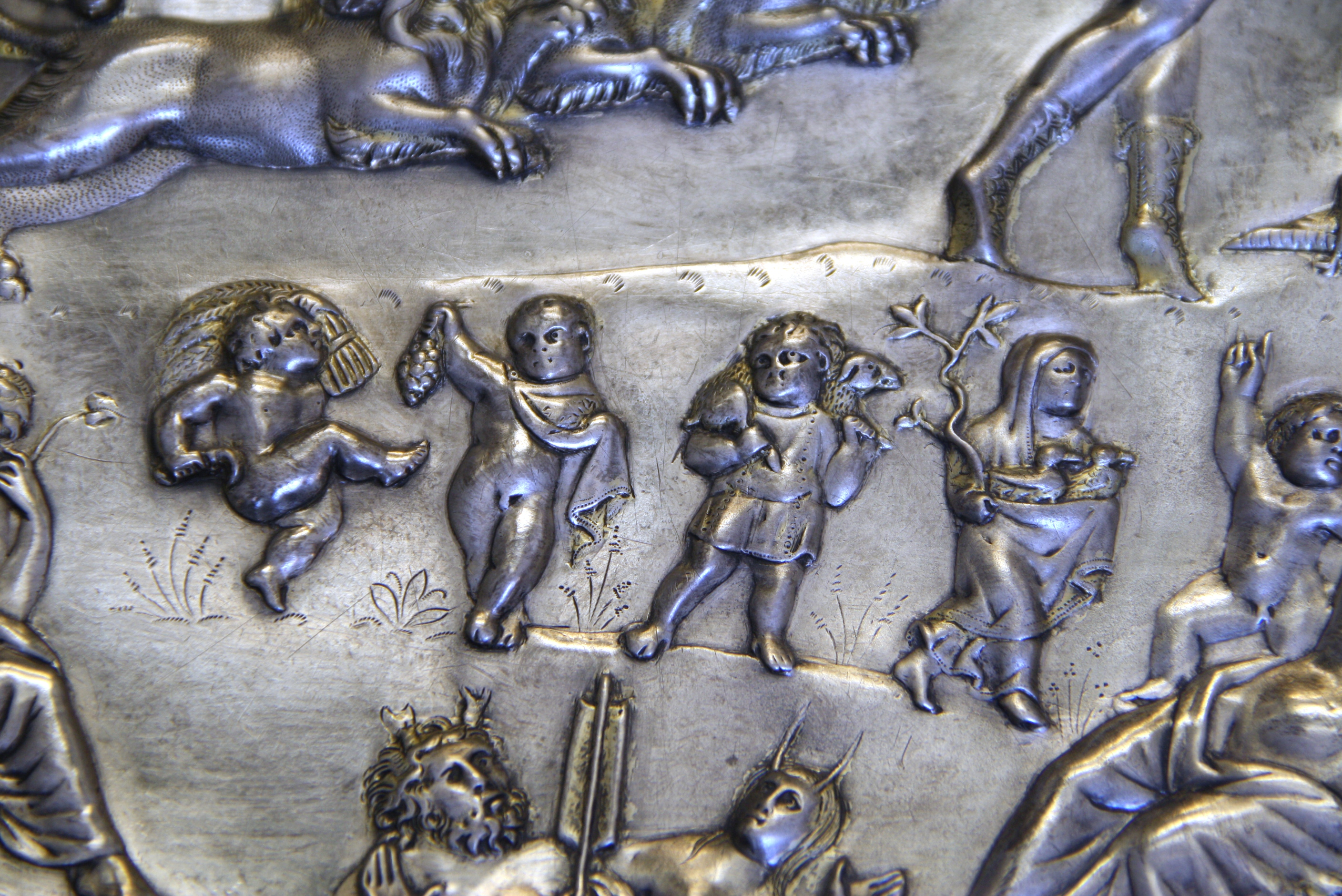
Les Quatre Saisons.

## Datation
D'après sa technique de fabrication, il est très proche d'œuvres datées des alentours de la fin du IVe et début du Ve siècle. Il pourrait remonter selon certains à l'époque de l'empereur Julien qui a promu un retour à la religion païenne. Pour d'autres, il s'agit d'une œuvre plus tardive, de la fin du IVe.